# M&C Publishing

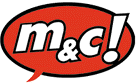
Logo wydawnictwa M&C Publishing

M&C Publishing (zapis stylizowany: m&c! Publishing) – indonezyjskie wydawnictwo, należące do koncernu mediowego Kompas Gramedia.
Historia firmy sięga lat 80. XX wieku, kiedy to funkcjonowało wydawnictwo Komik Majalah, wydające rozmaite komiksy zagraniczne. Pod koniec lat 90. przedsiębiorstwo skoncentrowało swoją działalność na wydawaniu mangi, która stała się wówczas popularna na rynku indonezyjskim.
M&C Publishing znajduje się wśród największych wydawnictw komiksowych w Indonezji. W ciągu roku wydaje 600 tytułów komiksowych, z czego większość stanowią tytuły zagraniczne.